# ماسكني
ماسكني (بالإنجليزية: Maskne) عبارة عن دمج بين كلمتين هما: «القناع» (mask) و«حب الشباب» (Acne). ظهر المصطلح قيد الاستخدام أثناء وباء كوفيد 19 في عام 2020 للإشارة إلى حب الشباب والطفح الجلدي الآخر في الوجه الذي يحدث مع ارتداء القناع. النتائج رصدية فقط وتتعلق بالضغط والانسداد والاحتكاك. من المحتمل أن يكون العديد منها التهاب الجلد حول الفم وعد وردي والتهاب الجلد الدهني والتهاب الجريبات والتهاب الجلد التماسي المهيج أو التهاب الجلد التماسي التحسسي وحب شباب ميكانيكي. في إحدى المقالات لوحظ أن سبب ماسكني هو زيادة الرطوبة في المنطقة المغطاة وإفراز الدهون، مما يزيد من كمية السكوالين على الجلد. هذا إلى جانب التعرق الزائد يؤدي إلى تورم الخلايا الكيراتينية في البشرة، مما يسبب انسدادًا حادًا وتفاقم حب الشباب. تتجلى البيئة الحارة والرطبة التي يحدث فيها ظهور الماسك أيضًا مع حب الشباب المداري.

## خلفية
بعد توصيات مراكز السيطرة على الأمراض لأغطية الوجه، أفاد العاملون الأساسيون وأولئك الذين يتبعون تفويضات الأقنعة الحكومية بأنهم يعانون من تفشي حب الشباب المتزايد. في وقت مبكر من مارس 2020 كانت التقارير تظهر أن 83٪ على الأقل من العاملين في مجال الرعاية الصحية في خوبي الصين عانوا من تهيج جلدي في الوجه. في يونيو 2020 ظهر الاستخدام المطبوع لكلمة «ماسكني» باللغتين الإيطالية والإنجليزية. في مقال نشر في يونيو 2020 في نيويورك تايمز بقلم كورتني روبين أوضح أطباء الأمراض الجلدية أن أكثر أنواع الماسك شيوعًا هي حب الشباب ميكانيكا. تم استخدام مصطلح «ماسكني» أيضًا بواسطة بي بي سي نيوز في يوليو 2020. في سبتمبر 2020 نشرت الجمعية الوطنية لطب الجلد مقال «ماسكني: تفاقم أو اندلاع حب الشباب أثناء وباء كوفيد 19». في يوليو 2021 ذكرت مقالة كتبها إيمي شيهان وتيسا مابستون وشيريدان ستيوارت على قناة إيه بي سي أستراليا عن زيادة «ماسكني» من قواعد لبس القناع الإلزامي.